# Johann Kaspar Lavater
Johann Kaspar Lavater (Zürich, 1741 - aldaar, 1801) was een Zwitserse filosoof, predikant en dichter. Hij is wellicht een afstammeling van Ludovic Lavater.

## Biografie
Lavater studeerde theologie aan het Collegium Carolinum in Zürich. Daar leerde hij medeleerling Johann Heinrich Füssli kennen met wie hij een levenslange vriendschap smeedde. In 1762 schreven beiden met Felix Hess (1742-1768) een pamflet tegen de corruptie van een lokale dignitaris. het schandaal dat dit pamflet veroorzaakte, zorgde ervoor dat Lavater Zürich moest verlaten. Samen met Füssli en Hess reisde hij naar Berlijn. In 1764 kon Lavater naar Zwitserland terugkeren. Hij werd pastor in verschillende kerken.

### Fysionomie
Lavater werd beroemd door zijn geschriften over fysionomie, de wetenschap om uit het uiterlijk, vooral het gezicht, het karakter van een mens af te lezen. Vooral door zijn omvangrijke, fraai geïllustreerde Physiognomische Fragmente zur Beförderung der Menschenkenntnis und Menschenliebe (1775-1778) werd de fysionomie een populaire vorm van wetenschap. Dit werk werd in vele talen vertaald, ook in het Nederlands in 1780,  en werd wijd verspreid. Tegenwoordig geldt de fysionomie als pseudowetenschappelijk.

### Goethe
Goethe noemde Lavater geringschattend „De Profeet van Zürich“ en beschuldigde hem van bijgelovigheid en hypocrisie. Goethe ergerde zich onder meer aan Lavaters denkbeeld dat „al wat leven heeft, door iets buiten zich leeft.“
In Goethes Werther worden Lavaters denkbeelden als "schwärmereien", dweperijen, afgedaan.

### Overlijden

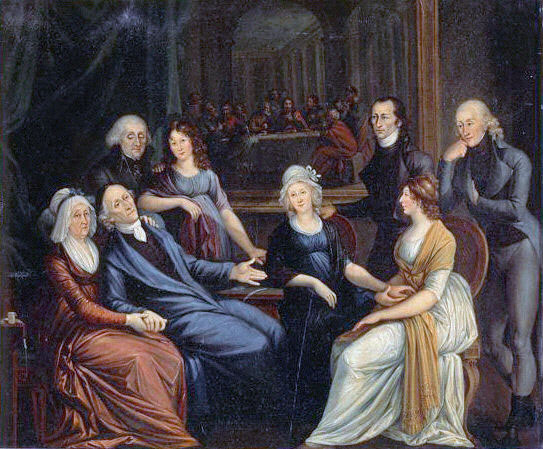
De dood van Lavater

Tijdens de verovering van Zürich in 1799 door de Fransen werd hij door een schot geraakt. Meer dan een jaar later overleed hij aan de gevolgen daarvan, na een vreselijk lijden.

### Trivia
Johann Kaspar Lavater hield contact met Barbara Schulthess (1745-1818), een Zwitserse salonnière.

## Publicaties
- Der Erinnerer (1764-1767)
- Schweizerlieder (1767)
- Aussichten in die Ewigkeit, in Briefen an Herrn Joh. Georg Zimmermann (4 delen, 1768-1778)
- Geheime Tagebuch eines Beobachters seiner Selbst (1771)
- Unveränderten Fragmente aus dem Tagebuch eines Beobachters seiner Selbst (1773)
- Physiognomischen Fragmente zur Beförderung der Menschenkenntnis und der Menschenliebe (4 delen, 1775-1778)